# The Creative Assembly
The Creative Assembly là một nhà phát triển trò chơi điện tử của Anh được Tim Ansell thành lập vào năm 1987 và có trụ sở tại thị trấn West Sussex ở Horsham. Một chi nhánh bên Úc cũng được mở tại Thung lũng Fortitude, Queensland. Trong những năm đầu khởi nghiệp, công ty chuyên việc chuyển thể các tựa game từ các hệ máy Amiga và ZX Spectrum sang DOS, về sau làm việc với Electronic Arts để sản xuất một loạt các trò chơi dưới thương hiệu EA Sports. Năm 1999, công ty đã có đủ nguồn lực để bắt tay vào một dự án nguyên bản và mới mẻ, tiến tới việc phát triển tựa game máy tính thể loại chiến lược Shogun: Total War. Shogun: Total War mang lại sự thành công lớn ngoài sức cho Creative Assembly và được xem như là một tựa game chiến lược chuẩn mực. Các phiên bản tiếp theo trong dòng game Total War được xây dựng dựa trên sự khai sinh của Shogun: Total War, giúp gia tăng sự thành công quan trọng về mặt thương mại của công ty.
Tháng 3 năm 2005, Creative Assembly được một công ty đa quốc gia của Nhật Bản là Sega mua lại làm chi nhánh của hãng ở châu Âu. Dưới sự điều hành của Sega, các phiên bản của dòng Total War còn được phát triển hơn nữa và Creative Assembly đã chính thức bước chân vào thị trường console với các tựa game hành động phiêu lưu như Spartan: Total Warrior và Viking: Battle for Asgard. Các sản phẩm gần đây nhất của công ty là Shogun 2: Total War và tựa game chiến lược thời gian thực Stormrise. 

## Lịch sử

### Thành lập
The Creative Assembly được thành lập vào ngày 18 tháng 8 năm 1987 như một công ty TNHH. Người sáng lập, Tim Ansell, đã bắt đầu sự nghiệp lập trình máy tính chuyên nghiệp vào năm 1985, chuyên lập trình các tựa game dành cho các hệ máy [[Amstrad CPC, Commodore 64 và Atari 800. Ban đầu, Ansell giữ cho quy mô công ty ở mức nhỏ để cá nhân ông có thể chuyên tâm về lập trình máy tính. Tác phẩm đầu tay của công ty, thường được sản xuất bởi cá nhân Ansell gồm việc chuyển thể các game từ các hệ máy Amiga và ZX Spectrum sang DOS, chẳng hạn như hai tựa game năm 1989 của hãng Psygnosis là Geoff Crammond's Stunt Car Racer và Shadow of the Beast. The Creative Assembly bắt đầu làm việc với Electronic Arts vào năm 1993, những tựa game được sản xuất dưới thương hiệu EA Sports, bắt đầu với phiên bản DOS của những game FIFA đầu tiên. Với EA Sports, The Creative Assembly có thể sản xuất các sản phẩm có độ rủi ro phát triển thấp sẽ mang lại sự xác nhận liên kết chính thức. Các sản phẩm của công ty bao gồm các tựa game chính thức như Rugby World Cup năm 1995 và 2001, Cricket World Cup năm 1999, Australian Football League năm 1998 và 1999, trong đó bản AFL98 là đặc biệt thành công tại thị trường Úc. Nhận thấy rõ ràng rằng công ty cần phải mở rộng hơn nữa, Ansell đã tuyển dụng Michael Simpson làm giám đốc studio vào năm 1996. Simpson, một nhà thiết kế vi mạch đã đổi sang nhà thiết kế trò chơi điện tử mà về sau đã trở thành động lực cho việc thiết kế dòng game Total War của hãng.

### Các phiên bản Total War đầu tiên
Sau kết quả thành công của họ trong dòng game thể thao, đến năm 1999, The Creative Assembly đã có đủ nguồn lực và sự ủng hộ từ Electronic Arts để phát triển các tựa game có độ rủi ro cao hơn thuộc các thể loại khác. Đơn cử như trường hợp Shogun: Total War, một tựa game mang tính đột phá của công ty. Một sự pha trộn của lối chơi chiến thuật thời gian thực và theo lượt, Shogun: Total War được công bố lần đầu tiên vào đầu năm 1999. Trò chơi lấy bối cảnh thời kỳ Chiến Quốc trong lịch sử phong kiến Nhật Bản và sau khi phát hành vào tháng 6 năm 2000 game nhận được nhiều lời khen ngợi. Trò chơi đã giành nhiều giải thưởng của ngành công nghiệp game và được coi là một tượng đài chuẩn mực cho thể loại game chiến lược. Nhà soạn nhạc của hãng Jeff van Dyck đã giành cả giải thưởng BAFTA và giải thưởng EMMA cho việc sáng tác nhạc soundtrack của game. Vào tháng 5 năm 2001, The Creative Assembly đã công bố bản mở rộng The Mongol Invasion lấy bối cảnh cuộc xâm lược Nhật Bản lần thứ nhất của Đế quốc Mông Cổ. Phát hành vào tháng 8 năm 2001, bản mở rộng cũng nhận được nhiều phản hồi tích cực.
Ngay sau đó, The Creative Assembly đã thoát ly khỏi Electronic Arts, thay vào đó là sử dụng Activision làm nhà phát hành và phân phối. Tháng 8 năm 2001, The Creative Assembly công bố một bản Total War thứ hai lấy bối cảnh thời Trung Cổ là Medieval: Total War với phạm vi lớn hơn Shogun: Total War trải dài một khoảng thời gian rộng lớn và toàn bộ châu Âu thời Trung Cổ. Phát hành vào tháng 8 năm 2002, game đạt được thành công lớn hơn Shogun: Total War, trở thành tựa game bán chạy nhất tại Anh trong hai tuần đầu tiên, và là tựa game bán chạy nhất thứ tư tại thị trường Mỹ trong tuần đầu tiên. Cũng như Shogun: Total War, Medieval: Total War giành khá nhiều giải thưởng của ngành công nghiệp game và được PC Gamer bình chọn game đỉnh năm 2002 đã hất cẳng vị trí Half-Life của Valve Software. Chính The Creative Assembly còn được trao giải phát triển PC Game của năm trong Hội chợ triển lãm thương mại máy tính châu Âu (European Computer Trade Show PC Game Developer of the Year). Viking Invasion, một bản mở rộng lấy bối cảnh cuộc xâm lược đảo Anh của người Viking trong thời kỳ Tăm tối đã được phát hành vào tháng 5 năm 2003.
Phiên bản Total War thứ ba được công bố vào tháng 1 năm 2003. Được đặt tên là Rome: Total War, trò chơi có đặc trưng là bộ game engine hoàn toàn mới so với Shogun: Total War và Medieval: Total War, và thiết kế lại các phương pháp tiếp cận loạt game. Lấy bối cản thời kỳ mới nổi của Đế quốc La Mã, mã của trò chơi được sử dụng cho 2 chương trình truyền hình là Time Commanders của BBC và Decisive Battles của History Channel. Sau khi phát hành vào tháng 9 năm 2004, game được số đông khen ngợi nhiệt liệt, trở thành một trong mười tựa game đỉnh bán chạy nhất. Jeff van Dyck một lần nữa được đề cử trao giải BAFTA cho soundtrack của game.

### Mua lại và các phiên bản sau
Bất chấp lời suy đoán rằng Activision có thể mua lại The Creative Assembly như các nhà phát hành đã làm với các hãng phát triển thành công trước đây dưới sự bảo trợ của nó. Công ty Nhật Bản Sega công bố vào ngày 9 tháng 3 năm 2005 rằng họ đã niêm phong một thỏa thuận mua lại với The Creative Assembly và mua tất cả các cổ phiếu được phát hành trong công ty. Sega giải thích rằng việc mua lại để tăng cường sự hiện diện của Sega ở châu Âu trong thị trường trò chơi điện tử châu Âu và Bắc Mỹ. Tất cả các phiên bản trước trong dòng Total War đều độc quyền cho trò chơi máy tính. Tháng 7 năm 2005, Sega đã mua lại quyền phát hành của Rome: Total War từ tay Activision, và xây dựng chiến lược thương hiệu bằng cách phát hành hai bản mở rộng: Barbarian Invasion vào tháng 9 năm 2005 và Alexander vào tháng 9 năm 2006. Spartan: Total Warrior được phát hành vào tháng 10 năm 2005 cho các hệ máy Xbox, PlayStation 2 và GameCube, nhận được sự đón nhận có triển vọng tốt từ giới phê bình.
Medieval II: Total War, phiên bản thứ tư của dòng game đã được công bố vào tháng 1 năm 2006. Là bản làm lại từ người tiền nhiệm Medieval: Total War sử dụng nền tảng và công nghệ mới dựa trên Rome: Total War. Trò chơi được phát hành vào tháng 11 năm 2006 và mặc dù không thành công được như Rome: Total War, Medieval II: Total War vẫn là một cú hit quan trong về mặt thương mại cũng như nắm giữ một vị trí trong bảng xếp hạng các trò chơi của Anh trong tháng 11 năm 2006, và trong các bảng xếp hạng của Mỹ cho đến khi kết thúc vào tháng 1 năm 2007. Phiên bản mở rộng Kingdoms được công bố vào tháng 3 năm 2007. Bản mở rộng đã nhận được sự đón nhận tích cực từ giới phê bình khi phát hành vào tháng 8 năm 2007.
Tại Hội nghị Game ở Leipzig, Đức được tổ chức vào tháng 8 năm 2007 cũng là dịp để The Creative Assembly công bố tựa game mới của hãng là Viking: Battle for Asgard, lần đầu tiên chỉ độc quyền cho các hệ máy console, tương tự như phong cách của Spartan: Total Warrior nhưng tập trung vào thần thoại Bắc Âu. Game được phát hành vào tháng 3 năm 2008, nhưng chỉ nhận được sự đón nhận trung bình từ giới phê bình của ngành công nghiệp game. Tựa game thứ hai đồng thời cũng là phiên bản thứ năm của dòng Total War, Empire: Total War, lấy bối cảnh thời kỳ tiền hiện đại khoảng thế kỷ 18 và đầu thế kỷ 19. Cũng như trường hợp của Rome: Total War, Empire: Total War có một cách tiếp cận được thiết kế lại cho dòng game cùng bộ game engine mới. Trò chơi được phát hành vào tháng 3 năm 2009, nhận được lời khen ngợi cao từ nhiều người trong ngành công nghiệp game, doanh thu tăng gấp đôi hơn cả Medieval II: Total War và Rome: Total War. Tuy nhiên, nhiều vấn đề nghiêm trọng đã được chỉ ra bởi người hâm mộ và các nhà phê bình sau khi phát hành. Mặc dù đã có rất nhiều bản vá lỗi được tung ra, thế nhưng không phải tất cả trong số này đã được giải quyết bằng việc từ bỏ hỗ trợ cho game, khiến cho nhiều người đặt câu hỏi về ảnh hưởng của Sega lên The Creative Assembly. Tháng 7 năm 2008, The Creative Assembly công bố một tựa game khác là Stormrise. Không giống như các game dựa theo lịch sử trước đây, Stormrise là một tựa game chiến lược thời gian thực lấy bối cảnh khoa học viễn tưởng được phát triển cho cả console và PC, phát hành năm 2009. Stormrise nhận được phản ứng tiêu cực và tầm thường, với những lời chỉ trích tập trung vào cơ chế tìm đường vụng về và kiểu điều khiển không hoàn thiện của game. (được thiết kế với mục đích để tạo ra một giao diện dễ dàng cho các hệ máy console).
Chi nhánh Úc của The Creative Assembly đã chuyển thể đầu tiên ba tựa game Sonic The Hedgehog và các game chuyên Sonic & Knuckles cho phiên bản gộp Sonic Classic Collection. Bộ sưu tập này nhận được lời đánh giá tích cực từ Aussie-Nintendo và tạp chí Official Nintendo Magazine, nhưng bị chỉ trích một số vấn đề tốc độ khi chơi, hiếm khi tăng tốc hoặc làm chậm lại và một số trục trặc về đồ họa và âm thanh. Những nhà phê bình cũng chỉ trích việc loại bỏ tính năng chơi nhiều người trong game, trước đây có sẵn trong các phiên bản trước đó của game.
Vào năm 2010, Công ty cho phát hành Napoleon: Total War, dựa trên những kỳ công của nhà quân sự vĩ đại Hoàng đế Pháp Napoléon Bonaparte. Ngoài ra, công ty cũng phát hành Total War: Shogun 2 vào năm 2011, được dư luận nhiệt liệt hoan nghênh. Tựa game là người đầu tiên thực hiện tựa game chính của thương hiệu Total War trong một nỗ lực để gia tăng nhận thức về thương hiệu. Ngày 2 tháng 7 năm 2012, The Creative Assembly chính thức công bố Total War: Rome II, mà hãng tuyên bố sẽ phát hành vào quý 3 năm 2013 với việc sử dụng bộ engine mới hoặc bộ Warscape engine được cập nhật. Ngày 6 tháng 12, một bản thông báo về mối quan hệ đối tác giữa Games Workshop và Creative Assembly đã được công bố trên trang web của Creative Assembly. Đồng thời còn thông báo đã sáng tạo một tựa game Warhammer Fantasy Battle mới.

## Game phát triển
| Tên gọi                                   | Năm phát hành | Hệ máy                        |
| ----------------------------------------- | ------------- | ----------------------------- |
| Geoff Crammond's chuyển thể               | 1989          | DOS                           |
| Stunt Car Racer chuyển thể                | 1989          | DOS                           |
| Shadow of the Beast chuyển thể            | 1989          | DOS                           |
| FIFA chuyển thể                           | 1993          | DOS                           |
| Shogun: Total War                         | 2000          | PC                            |
| The Mongol Invasion                       | 2001          | PC                            |
| Medieval: Total War                       | 2002          | PC                            |
| Viking Invasion                           | 2003          | PC                            |
| Rome: Total War                           | 2004          | PC                            |
| Barbarian Invasion                        | 2005          | PC                            |
| Spartan: Total Warrior                    | 2005          | Xbox, PlayStation 2, GameCube |
| Alexander                                 | 2006          | PC                            |
| Medieval II: Total War                    | 2006          | PC                            |
| Kingdoms                                  | 2007          | PC                            |
| Viking: Battle for Asgard                 | 2008          | PC, Xbox 360, PlayStation 3   |
| Empire: Total War                         | 2009          | PC                            |
| Stormrise                                 | 2009          | PC, Xbox 360, PlayStation 3   |
| Napoleon: Total War                       | 2010          | PC                            |
| Total War: Shogun 2                       | 2011          | PC                            |
| Total War: Shogun 2 - Fall of the Samurai | 2012          | PC                            |
| Total War: Rome II                        | 2013          | PC                            |
| Total War: Three Kingdoms                 | 2019          | PC                            |